# يومي تومي
يومي تومي (東明 有美) (1 يونيو 1972 في غيفو في اليابان – )؛ هي لاعبة كرة قدم كانت تلعب كمدافع. ولعبت مع منتخب اليابان لكرة القدم للسيدات.

## وصلات خارجية
- يومي تومي على موقع الاتحاد الدولي (مؤرشف)  (الإنجليزية)
- يومي تومي على موقع قاعدة بيانات كرة القدم.إي يو (الإنجليزية)
- يومي تومي على موقع Soccerway.com (الإنجليزية)
- يومي تومي على موقع عالم كرة القدم.نت (الإنجليزية)
- يومي تومي على موقع اللجنة الأولمبية الدولية (الإنجليزية)
- يومي تومي على موقع أوليمبيديا (الإنجليزية)